# Newtonsaurus
Genre
Espèce
Synonymes
- Zanclodon cambrensis Newton, 1899

Newtonsaurus est un genre informel de dinosaures théropodes du Trias supérieur retrouvé au Royaume-Uni.
L'espèce type, Newtonsaurus cambrensis, a été nommée originellement Zanclodon (en) cambrensis. Il a été également référencé sous le nom de Megalosaurus cambrensis. Il fut aussi synomysé avec Plateosaurus cloacinus par  Huene en 1905 et 1908.
Le genre est basé sur des restes retrouvés dans une strate d'une formation géologique du Pays de Galles.
Newtonsaurus appartient probablement au groupe des cératosauriens.

## Étymologie
Le nom générique, Newtonsaurus, a été donné en l'honneur du paléontologue britannique Edwin Tully Newton (1840-1930) qui a décrit l'holotype en 1899.